# Matthew Stewart

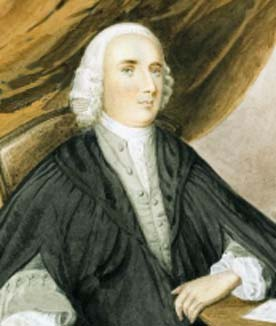
Matthew Stewart

Matthew Stewart (15 januari 1717–23 januari 1785) was een Schots wiskundige en predikant.

## Leven en werk
Stewart werd geboren in Rothesay op het eiland Bute (Isle of Bute, Schotland). Hij overleed in Catrine (Ayrshire, Schotland) en werd begraven op Greyfriars Kirkyard in Edinburgh (Schotland).

Na het doorlopen van de grammar school in Rothesay werd hij in 1734 toegelaten tot de Universiteit van Glasgow. Hij studeerde daar filosofie bij Francis Hutcheson en wiskunde bij Robert Simson. Hij kreeg door Simson grote belangstelling voor de klassieke meetkunde, deels door hun beider bewondering voor Pappos van Alexandrië.

In 1742 en 1743 volgde hij colleges aan de Universiteit van Edinburgh bij Colin Maclaurin. Gedurende deze periode onderhield hij echter een uitgebreide correspondentie over de Griekse wiskunde met Simson, die nu eerder een vriend dan leraar was. Simson werkte toen aan de bewerking van enkele oud-Griekse teksten, en Stewart werkte daarbij inhoudelijk met hem samen.

In die periode werd Stewart door zijn vader, Dugald Stewart, die predikant was in Rothesay, overgehaald ook predikant te worden. Hij kreeg daarvoor de bevoegdheid in mei 1744 en een jaar later trad hij aan als predikant in Rosneath (Dunbartonshire, Schotland).
In 1747 nam hij echter ontslag als predikant, omdat hij werd benoemd als opvolger van Maclaurin als hoogleraar wiskunde aan de Universiteit van Edinburgh. De publicatie van Stewart’s bekendste wiskundige werk, Some General Theorems of Considerable use in the Higher Parts of Mathematics, in 1746, heeft daarbij zeker een rol gespeeld.

In 1772 begon Stewart’s gezondheid af te nemen. Hij vroeg toen zijn zoon Dugald Stewart (1753–1828) de wiskunde-leerstoel met hem te delen. In 1775 volgde Dugald hem als hoogleraar op.

## Wiskunde
Stewart’s Some General Theorems… is binnen de wiskunde het meest bekend om de daarin voorkomende Proposition II

(op pagina 2, 3 van het boek; zie onderstaande Toelichting), waarin een relatie wordt gelegd tussen de lengte van een lijnstuk door een hoekpunt van een driehoek (hoektransversaal) en de lengtes van de zijden van die driehoek.

Deze eigenschap staat, ook in formulevorm, bekend als de stelling van Stewart.

De stelling is door de Nederlandse wiskundige Oene Bottema gegeneraliseerd voor een viervlak.
In 1754 verscheen in het eerste deel van de Essays and Observations van de Edinburgh Philosophical Society (de voorloper van de Royal Society of Edinburgh) een artikel waarin Stewart (in het Latijn) enkele uitbreidingen gaf van een stelling die voorkomt in deel IV van Pappos' Synagoge (Collectiones).

Stewart schreef in 1763 het 280 pagina's tellende Propositiones Geometricæ: More Veterum demonstratæ, Ad Geometriam Antiquam illustrandam et promovemdam idoneæ (in 1801 vertaald).

Hierin behandelde hij klassieke wiskundige problemen, die hij eerst analyseerde om ze daarna, gebruik makend van die analyse, synthetisch te bewijzen. Daarmee illustreerde hij de manier waarop de oud-Griekse wiskundigen meestal te werk gingen.

## Astronomie
Stewart vond in 1756 ook een oplossing van een bijzonder geval van het twee-lichamenprobleem (A Solution of Kepler’s Problem)
, waarbij hij meetkundige methoden toepaste.

In 1761 publiceerde hij een boek waarin de planeetbewegingen worden beschreven (Tracts Physical and Mathematical). Een aanvulling daarop met de berekening van de afstand tussen de zon en de aarde verscheen in 1763 (The Distance of the Sun from the Earth determined by the Theory of Gravity).

## Toelichting bij Proposition II
In de tekst van Proposition II is "square" te vertalen als "kwadraat" en "rectangle {\displaystyle BAC}" als "het product van {\displaystyle AB} en {\displaystyle AC}".

"The space {\displaystyle [v]} to which the square of {\displaystyle x} has the same ratio that {\displaystyle y} has to {\displaystyle z}" betekent zo iets als: {\displaystyle {{x^{2}} \over v}={y \over z}}’. Zodat: {\displaystyle v={x^{2}}\,\cdot \,{z \over y}}.

En dit geeft dan de formule:

{\displaystyle A{D^{2}}+B{D^{2}}\,\cdot \,{{CA} \over {BC}}=AB\,\cdot \,AC+C{D^{2}}\,\cdot \,{{BA} \over {BC}}}

## Zie verder
- Stelling van Stewart
- Stelling van Apollonius
- Hoektransversaal